# Infurcitinea nigropluviella
Infurcitinea nigropluviella is een vlinder uit de familie echte motten (Tineidae). De wetenschappelijke naam is voor het eerst geldig gepubliceerd in 1907 door Walsingham.
De soort komt voor in Europa.